# 798-й отдельный разведывательный артиллерийский дивизион
798-й отдельный разведывательный артиллерийский дивизион Резерва Главного Командования — воинское формирование Вооружённых Сил СССР, принимавшее участие в Великой Отечественной войне.
Сокращённое наименование — 798-й орадн РГК.

## История
Сформирован на базе радн 448 пап 52-й  армии(Приказ НКО СССР № 0293 от 19 апреля 1942 года "Об изменении штатов артиллерийских частей ") 7 мая 1942 года.
В действующей армии с 07.05.1942 по 10.06.1944.
С  7 мая 1942 вёл артиллерийскую разведку в интересах артиллерии соединений 52-й  армии Волховского фронта  . 9 ноября 1942 года , в соответствии с Приказом народного комиссара обороны  СССР. О сформировании в Резерве Ставки Верховного Главнокомандования 18 зенитных и 18 артиллерийских дивизий РГК. № 00226. 31 октября 1942 года, 798 орадн введен в состав 2-й ад.                                                                                                        В составе 2-й адп участвовал в операциях 2-й уд.  армии , 8-й армии , 59-й армии
Волховского и  67-й армии Ленинградского и  3-го Прибалтийского фронтов.
10 июня 1944 года в соответствии с приказом НКО СССР от 16 мая 1944 года №0019, директивы заместителя начальника Генерального штаба РККА от 22 мая 1944 г. №ОРГ-2/476 798-й орадн обращён на формирование  141-й пабр 42-й армии 3-го Прибалтийского фронта .

## Состав
до декабря 1943 года
- Штаб
- Хозяйственная часть
- батарея звуковой разведки (БЗР)
- батарея топогеодезической разведки (БТР)
- взвод оптической разведки (ВЗОР)
- фотограмметрический взвод (ФГВ)
- хозяйственный взвод

с декабря 1942 года
- Штаб
- Хозяйственная часть
- батарея звуковой разведки (БЗР)
- батарея топогеодезической разведки (БТР)
- Батарея оптической разведки (БОР)
- фотограмметрический взвод (ФГВ)
- хозяйственный взвод

с апреля 1943 года
- Штаб
- Хозяйственная часть
- 1-я батарея звуковой разведки (1-я БЗР)
- 2-я батарея звуковой разведки (2-я БЗР)
- батарея топогеодезической разведки (БТР)
- взвод оптической разведки (ВЗОР)
- фотограмметрический взвод (ФГВ)
- хозяйственный взвод

## Подчинение
| Дата               | Фронт                   | Армия         | Корпус | Дивизия | Бригада | Примечания |
| ------------------ | ----------------------- | ------------- | ------ | ------- | ------- | ---------- |
| 7.05.42 -9.11.42г. | Волховский фронт        | 52-я армия    | -      | -       | -       | -          |
| 9.11.42 -28.02.43г | Волховский фронт        | -             | -      | 2-я ад  | -       | -          |
| 1.03.43-1.04 43г.  | Волховский фронт        | 2-я уд. армия | -      | 2-я ад  | -       | -          |
| 1.04.43-1.09.43г   | Волховский фронт        | 8-я армия     | -      | 2-я ад  | -       | -          |
| 1.09.43-30.10.43г  | Волховский фронт        | -             | -      | 2-я ад  | -       | -          |
| 1.11.43-1.02.44г   | Волховский фронт        | 59-я армия    | -      | 2-я ад  | -       | -          |
| 1.02.44-15.02.44г  | Волховский фронт        | 8-я армия     | -      | 2-я ад  | -       | -          |
| 15.02.44-18.04.44г | Ленинградский фронт     | 67-я армия    | -      | 2-я ад  | -       | -          |
| 18.04.44-30.05.44г | 3-й Прибалтийский фронт | 67-я армия    | -      | 2-я адп | -       | -          |
| 30.05.44-10.06.44г | 3-й Прибалтийский фронт | 42-я армия    | -      | -       | -       | -          |

## Командование дивизиона
Командир дивизиона
- майор Тутов Иван Иванович
- капитан, майор Левитин Хаим Юдович

Начальник штаба дивизиона
- капитан Морозов
- капитан Поляков Лев Андреевич

Заместитель командира дивизиона по политической части
- ст. политрук Растокин
- капитан, майор Буянков Константин Иванович

Помощник начальника штаба дивизиона
- ст. лейтенант Чурилов
- ст. лейтенант Рыбаков Валерий Иванович

Помощник командира дивизиона по снабжению
Помощник командира дивизиона по технической части
- ст. лейтенант Сидорин Сергей Захарович

## Командиры подразделений дивизиона
Командир  БЗР(до апреля 1943 года)
- капитан Даниленко Илья Алексеевич

Командир  БОР(до апреля 1943 года)
- ст. лейтенант Лайфман Ицхок Волькович

Командир 1-й БЗР
- капитан Даниленко Илья Алексеевич

Командир 2-й БЗР
- капитан Сокол Александр Николаевич
- ст. лейтенант Жаботинский Григорий Харитонович

Командир БТР
- капитан Платонов Василий Яковлевич
- капитан Лайфман Ицхок Волькович

Командир ВЗОР
- лейтенант Довбыш Григорий Павлович

Командир ФГВ
- ст. лейтенант Сачко Григорий Александрович